# Barnstorf
Barnstorf község Németországban, Alsó-Szászországban, a Diepholzi járásban. Lakosainak száma 6725 fő (2023. december 31.).

## Fekvése
Brémától délnyugatra fekvő település.

## Történelme
Barnstorf nevét 890-ben említette először oklevél. A francia megszállás után a falu a környező falvakkal együtt a Hanoveri Királysághoz került. A 19. század végén csatlakozott a Bremen-Osnabrück vasútvonalhoz. 1952-ben az első olaj- és gázkutakat a Wintershall AG fúrta.

## Földrajza
Barnstorf a Dümmer természeti park és a Wildeshauser Geest természeti park között helyezkedik el, megközelítőleg Bréma és Osnabrück felé. A falun folyik keresztül a Diepholz folyó.

## Galéria

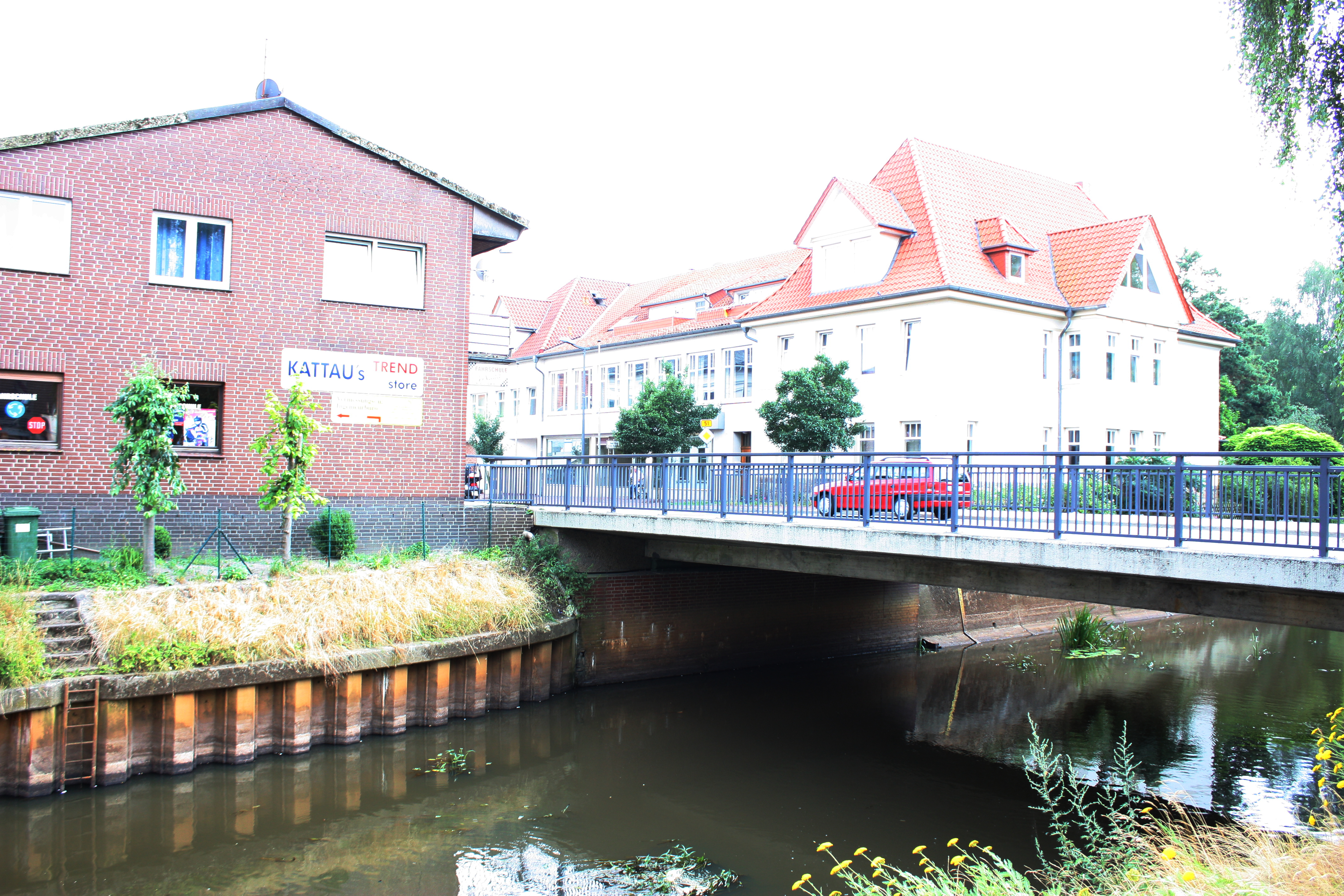
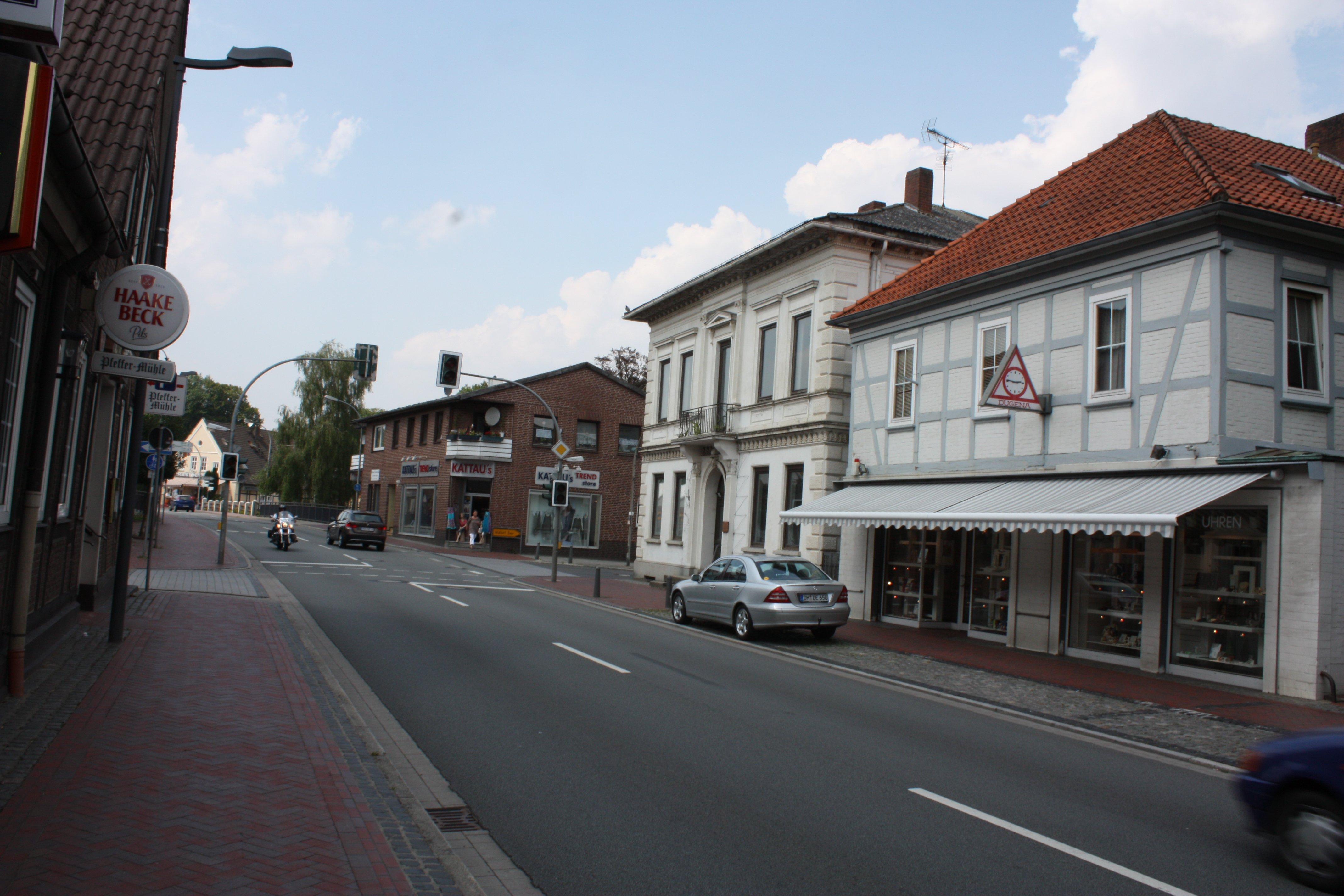
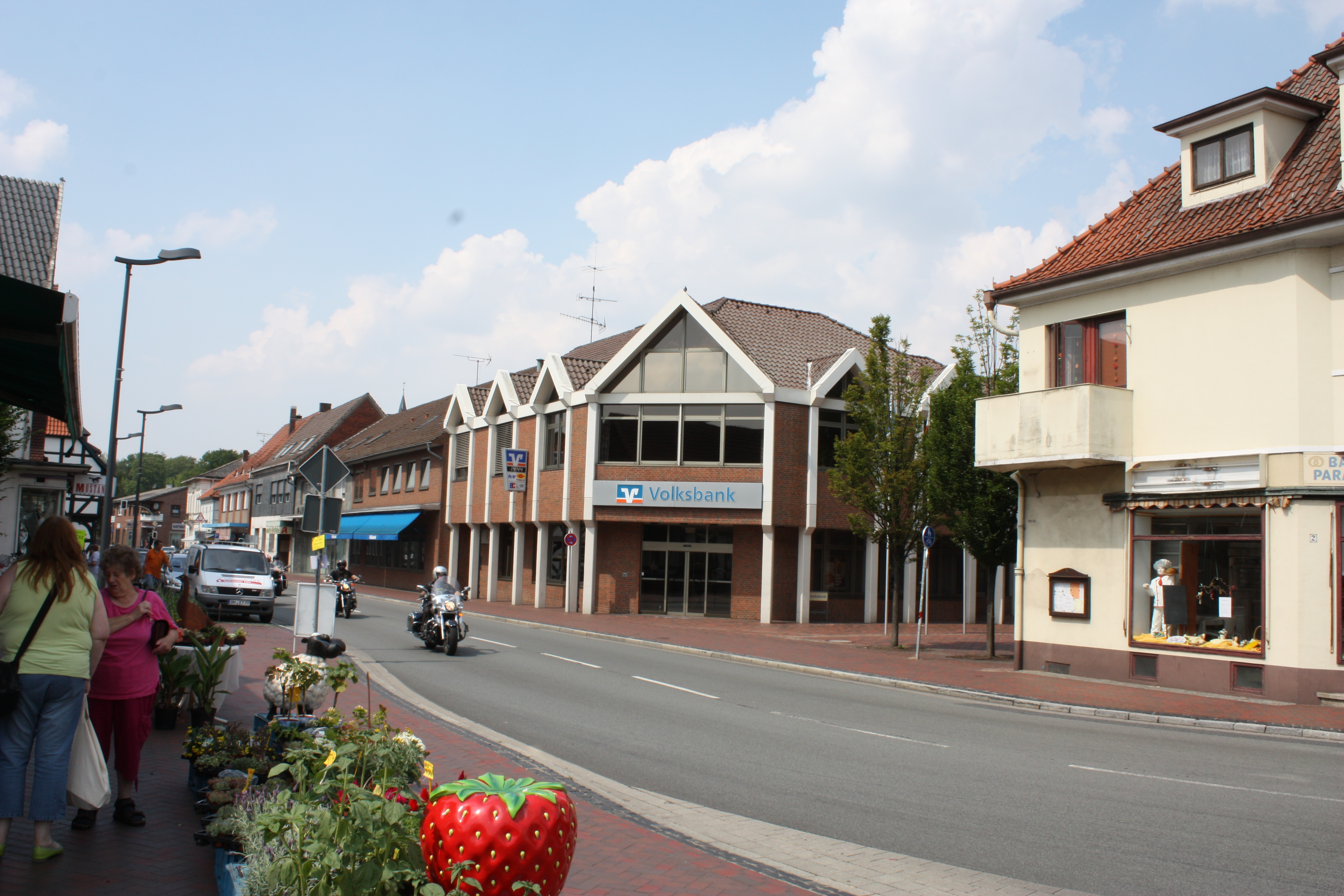
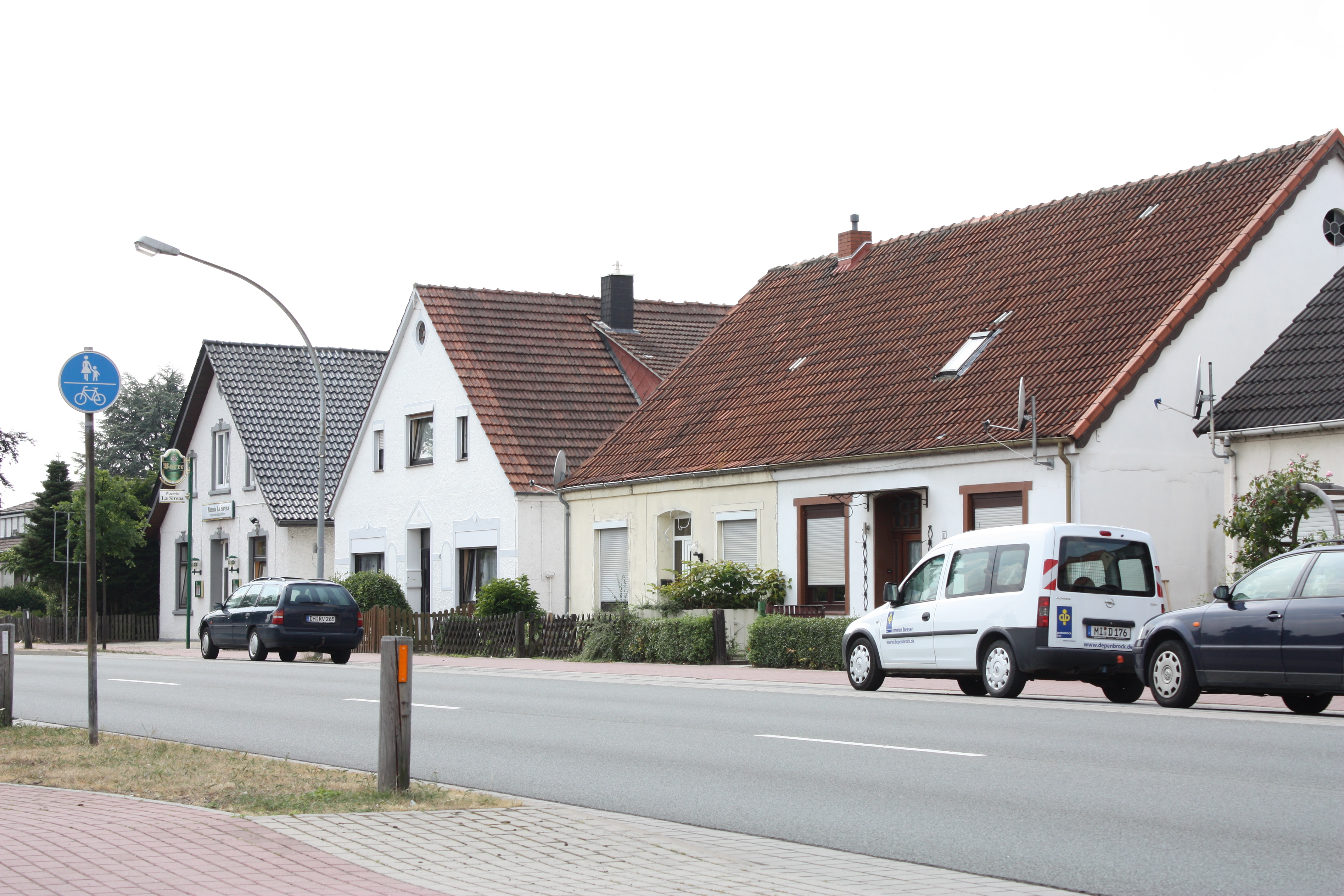
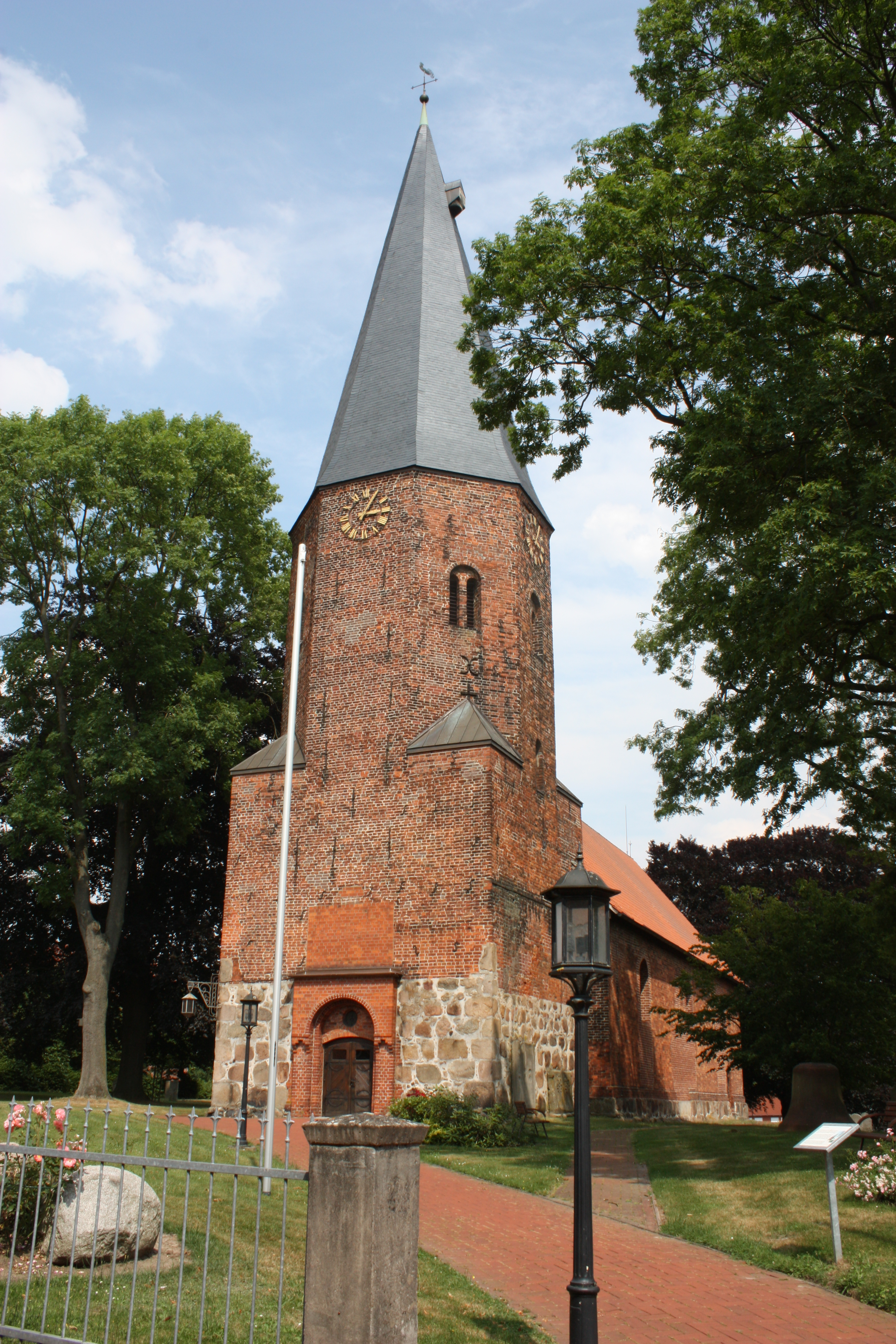
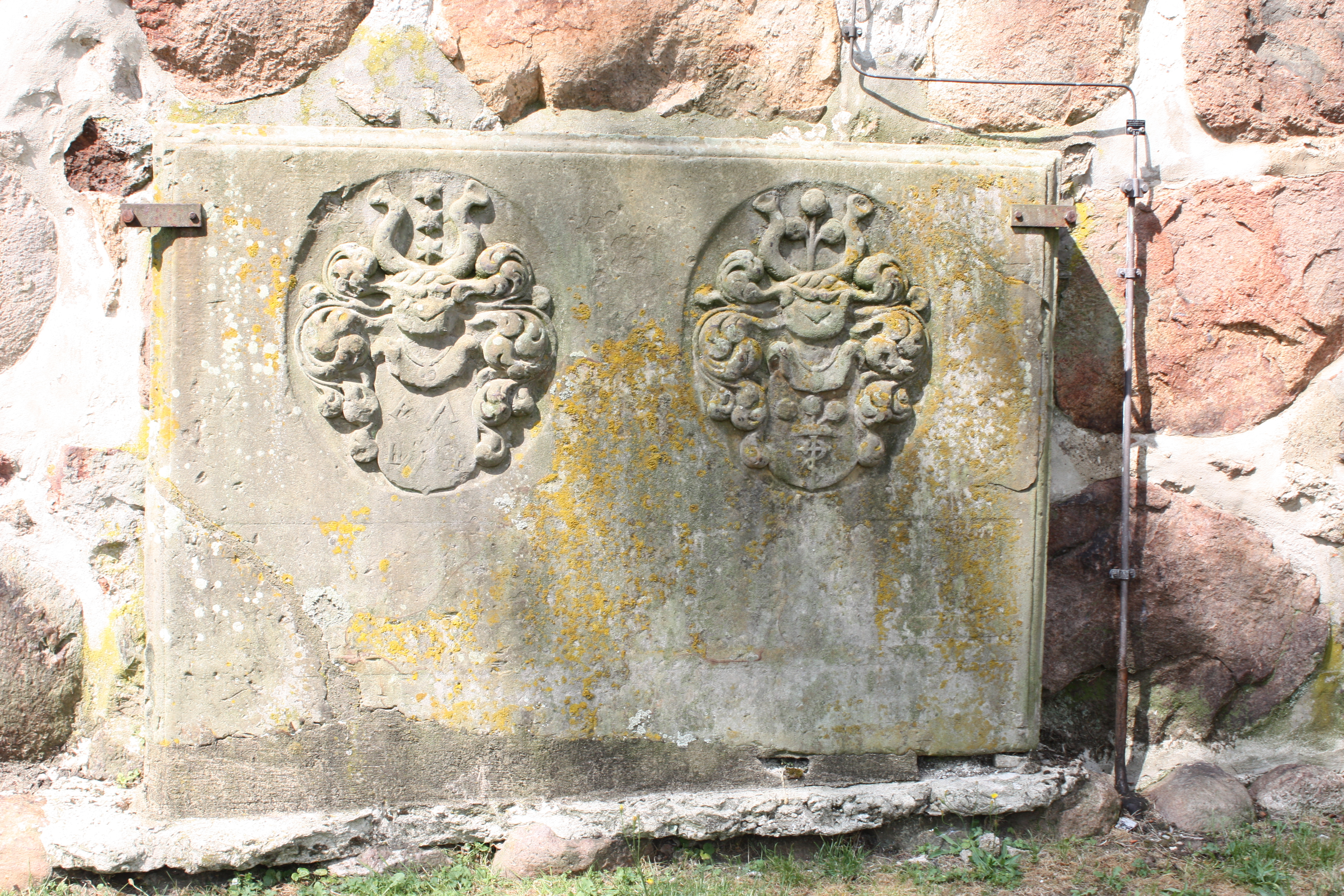
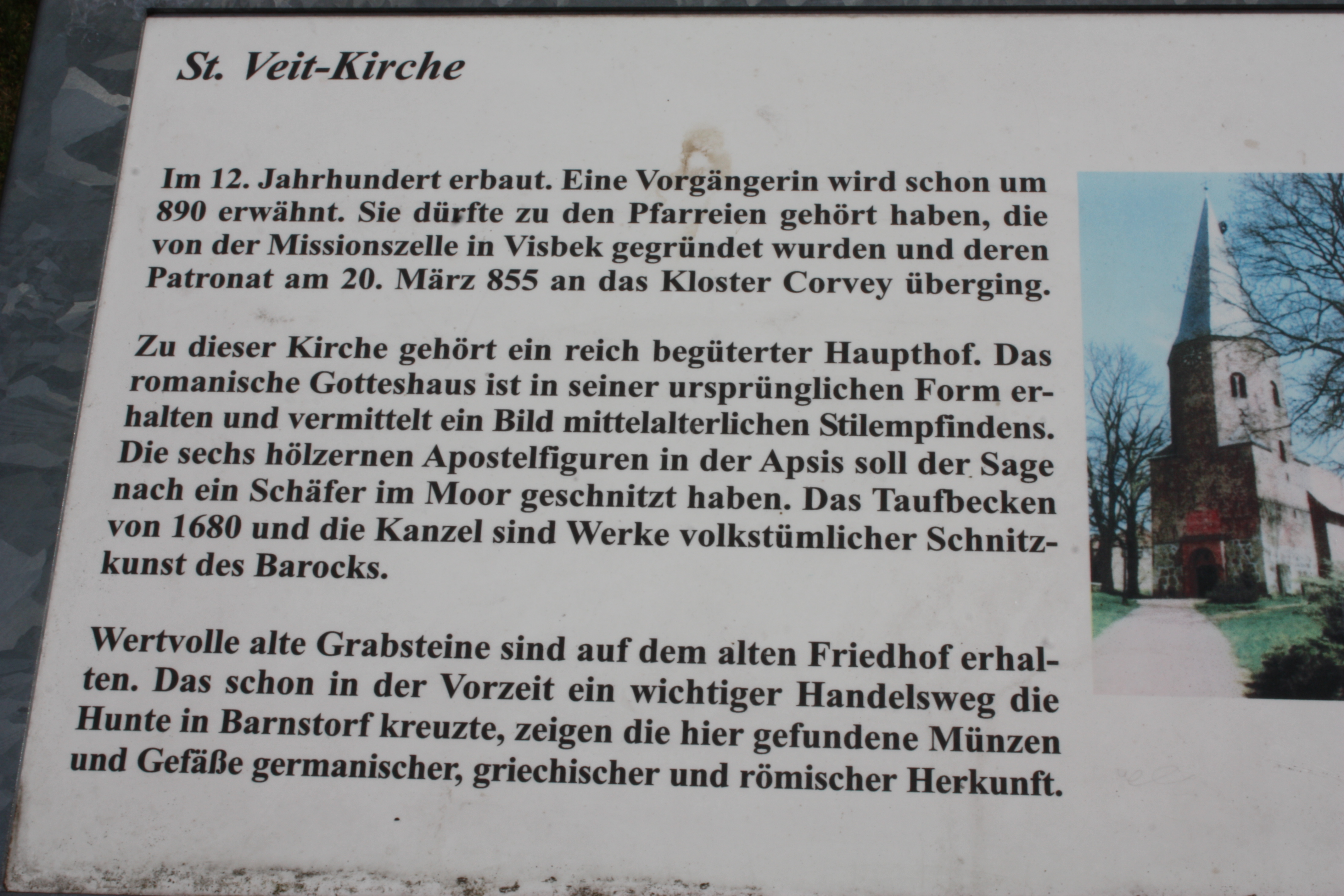

## Látnivalók
- St.-Veit-Kirche
- St. Barbara und Hedwig Kirche